# Dionisio Alcalá Galiano
Dionisio Alcalá-Galiano Pinedo (Cabra, Còrdova, 8 d'octubre de 1760 – Cap de Trafalgar, 21 d'octubre de 1805) va ser un destacat marí, militar i científic espanyol, brigadier de la Real Armada espanyola, cèlebre per la seva heroica actuació i mort en la batalla de Trafalgar al comandament del navili de línia Bahama.

## Vida

### Inici de la seva carrera
El 1771, als 11 anys, va ingressar en la Real Armada, amb plaça de guardiamarina. Estudiós i aplicat, amant de les ciències, es va distingir aviat com cartògraf. Molt jove va ser destinat a cooperar en la formació de les cartes marítimes, treball pel qual va sentir des de llavors particular afició i en el qual es va distingir amb gran profit de la ciència.
Va embarcar a la fragata Júpiter en 1776 i a l'any següent va prendre part en l'expedició que contra els portuguesos va dur a terme una esquadra al comandament del marquès de Casa Tilly, amb un cos de desembarcament a les ordres del general Pedro de Cevallos, que va tenir per resultat la presa de l'illa Santa Catarina a la costa del Brasil.
Va passar després a Montevideo i va participar en el bloqueig i rendició de la Colònia del Sagramento, ocupada pels portuguesos, com a oficial d'ordres de Gabriel de Guerra, comandant del Riu de la Plata. Va embarcar en el vaixell Sant Cristóbal i en ell va servir dos anys en aigües de l'arxipèlag de les illes Malvines, on el govern espanyol tractava de fer valer la seva sobirania una dècada després de l'expedició i l'intent d'apropiació francesa a càrrec de Louis Antoine de Bougainville.
El 1778 va ascendir a alferes de fragata. De nou a Montevideo, i declarada la guerra a Gran Bretanya, es va dedicar al cors capturant a una fragata mercant enemiga. Va tornar a Cadis a bord de la fragata Santa Bàrbara.
Durant tots aquests anys, la seva afició a les ciències li va portar a ampliar els seus coneixements, fent els estudis que per aquells anys es denominaven sublims, majors i astronòmics.

### Expedició a l'estret de Magallanes
Quan finalment es va signar la pau amb Gran Bretanya, el ministeri de Marina va pensar a perfeccionar els aixecaments topogràfics de les costes d'Espanya i redactar el seu rumb. Va ser designat per a això Vicente Tofiño de San Miguel, perquè, amb el personal a les seves ordres a l'Observatori de Marina, portés a càrrec la comesa. Se li van assignar una fragata i un bergantí d'escàs calat que li permetés apropar-se a la costa. D'aquesta comissió, que va durar de 1783 a 1788, va formar part Galiano embarcat en la fragata Luisa els anys 1784 i 1785.
Aviat els seus coneixements astronòmics i hidrogràfics van tenir de nou aplicació activa, en expedició tan notable des del punt de vista mariner, com la duta a terme en 1785 pel capità de navili Antonio de Córdova, comandant de la fragata Santa María de la Cabeza, a l'estret de Magallanes, amb objecte, entre d'altres, d'experimentar si realment valia la pena escometre els seus passos, amb els vaixells de vela d'aquell temps, malgrat els huracanats vents de component oest i els forts corrents, o bé si era millor desafiar els temporals del mar obert, doblegant el cap de Hornos. Galiano va ser designat per formar part d'aquesta expedició per recomanació especial de Tofiño, per tenir fama d'avantatjat en els estudis astronòmics i en el maneig dels instruments necessaris; era ja tinent de fragata.
Una altra de les expedicions hidrogràfiques en què va prendre part Galiano, va ser la que va tenir per objecte determinar la veritable posició de les illes Terceres, situades de manera imprecisa per l'oficial de la marina francesa Flerieu. La cort de Lisboa va donar tota classe de facilitats, ja que es tractava de cosa de molt interès per a la navegació. La correcció de la carta de les Açores es va disposar l'efectuessin la fragata Santa Perpètua i els bergantins Viu i Natalia, manat aquest darrer per Alcalá Galiano. Tofiño va ser designat cap de la petita flotilla.

### L'expedició Malaspina
Novament, Galiano es fica de ple en una expedició científica. Aquesta vegada, en la duta a terme en 1789 pel capità de navili Alejandro Malaspina, amb les corbetes Descoberta i Atrevida, la primera manada per Malaspina, cap de l'expedició, i la segona per José de Bustamante i Guerra, també de la mateixa ocupació que el primer.
Aquesta expedició, seguint el rastre de James Cook i Jean-François de la Pérouse, s'efectuava no només amb finalitats hidrogràfiques i astronòmics, sinó també per a estudi de la botànica i de les ciències naturals en general, a l'efecte de les quals van embarcar naturalistes i dibuixants. Un altre important objecte de l'expedició era conèixer la veritat de l'estat de les colònies espanyoles i les seves necessitats polítiques, econòmiques i militars. Galiano va treballar en l'expedició amb el seu afany acostumat i va publicar al final una interessant Memòria amb el resultat de les seves observacions astronòmiques i càlculs.
Després de doblegar el cap de Hornos en companyia de Malaspina, van recalar junts en Acapulco, on van rebre l'ordre d'efectuar una detallada exploració per comprovar o rebutjar la idea de l'existència del Pas del Nord-oest, unió entre els oceans Atlàntic i Pacífic, com havia assegurat el navegant espanyol Lorenzo Ferrer de Maldonado i també Juan de Fuca. A aquest efecte, es va proposar al virrei que els capitans de fragata Dionisio Alcalá Galiano i Cayetano Valdés deixessin l'expedició de Malaspina, prenguessin el comandament de les goletas Subtil i Mexicana i duguessin a terme un prolix reconeixement de l'estret de Juan de Fuca. Tots dos vaixells eren de molt poc calat, a propòsit per això per navegar per canals de poc fons. La Subtil, aparellada de bergantí, i la Mexicana, de goleta, ambdues ben proveïdes d'instruments astronòmics, antiescorbútics i d'objectes de rescat per regalar i canviar amb els indis. Com a segons anaven els tinents de navili Vernaci i Salamanca; Galiano, com a oficial més antic, manava l'expedició.
Van visitar primer el port de Nutka, on hi havia una posició i diversos vaixells espanyols. Per observacions astronòmiques van obtenir la longitud de Nutka, per referir a ella totes les altres per mitjà dels cronòmetres, i van procedir a efectuar els reconeixements ordenats lluitant amb els corrents ràpids i els forts vents encaixonats entre altes muntanyes.
Abans de retornar a Nova Espanya, va travar coneixement i amistat amb el cèlebre explorador George Vancouver. Amb ell els espanyols van canviar informació sobre els descobriments realitzats pels d'una i altra nació, i una vegada reconegudes totes les cales, amb els vaixells o amb els bots, i no havent trobat cap sortida, es van donar per acabades aquestes exploracions, demostrant-se el caràcter apòcrif del viatge que confirmava a l'estret de Fuca com a canal d'unió entre els dos oceans.
Desarmades les goletes, Galiano va tornar a Espanya via Mèxic i Veracruz, arribant en els últims mesos de l'any 1794; havia estat ascendit a capità de navili al gener d'aquest mateix any.
Es considera a Galiano com a inventor del procediment de trobar la latitud per observació d'altura polar, d'un astre a qualsevol distància del meridià, encara que Mendoza, en l'edició de les seves taules de 1809, s'atribueixi la paternitat del procediment. Potser fos també inventor pel seu costat, però la veritat és que queda demostrat en la «Memòria» de les seves observacions de longitud i latitud publicades en 1796 que Alcalá Galiano se li va avançar.
Tracta en ella de com trobar la longitud d'un lloc per dues altures del sol observades fora del meridià; deduir-la per alguns estels en els crepuscles encara que estiguin distanciades d'ell; trobar la longitud per la distància de la lluna al sol o a un estel.
De retorn a la Cort, va obtenir l'hàbit de l'Ordre d'Alcántara per cèdula real de data 5 de desembre de 1795. La fama adquirida en els seus anteriors treballs li va fer ser designat per aixecar el nou mapa topogràfic d'Espanya, una vegada signada la pau de Basilea.
Quan tots els preparatius estaven ultimats, la desgràcia en què va caure el recentment retornat Malaspina va arrossegar als que eren els seus amics, fins i tot els no complicats en la conspiració contra Godoy, que el va portar a la presó i al desterrament. Galiano va ser destinat al departament de Cadis, en el port del qual li va ser conferit el comandament del navili Vencedor.

### Les guerres napoleòniques

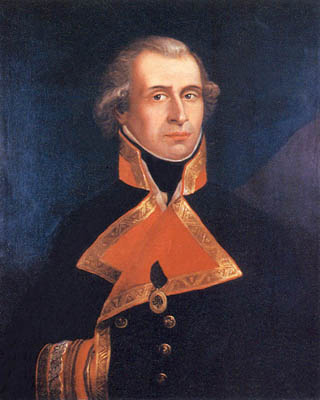
Dionisio Alcalá-Galiano. (Museu Naval de Madrid).

El tractat de Sant Ildefons va renovar l'aliança amb França el 18 d'agost de 1796. Això va portar a l'intent de bombardeig de l'esquadra de Nelson a Cadis, en defensa de la qual Galiano va prendre part principal i decisiva, al comandament d'algunes de les famoses “canoneres”.
En 1798 Galiano és comandant del navili Sant Fulgenci i amb ell, en una nit tempestuosa, força el bloqueig de Cadis que mantenien els anglesos, realitzant un viatge a Amèrica a la recerca de cabals que estava tan necessitada la Hisenda règia. Als 28 dies de la sortida va arribar a Cartagena d'Índies, continuant després a Veracruz. D'allí, va tornar a Espanya amb diversos vaixells, passant abans per l'Havana on van quedar les fragates Juno i Anfitrite. Componien la seva divisió els navilis de línia Sant Fulgenci i Sant Ildefons, així com les fragates Esmeralda, Clara i Medea. Va aconseguir entrar en Santoña malgrat la persecució que li van fer objecte els britànics. Per burlar-los va remuntar a guanyar latitud fins a prop dels bancs de Terranova. Va portar un total de set milions de duros (monedes de vuit reals) i diversos productes colonials.
El bon èxit de l'expedició va fer que es pensés a repetir-la i per a això va passar Galiano a Ferrol i sense veure als seus, es va disposar a tornar a Amèrica en el navili Sant Pere d'Alcántara, el comandament del qual havia pres. A l'anada va burlar als seus perseguidors, però no així a la volta, ja que havent entrat a l'Havana procedent de Veracruz com la vegada anterior, quan va arribar l'hora de sortir va trobar vents contraris, a més de les forces britàniques esperant-li en superior nombre. A l'Havana elva sorprendre la Pau d'Amiens. Després de signada aquesta, es va encomanar a Galiano la portada de la segona remesa de plata, que va venir a Espanya.
Al seu retorn a Cadis li va ser conferit el comandament del navili Bahama de 74 canons:
El vaixell formava part d'una esquadra que havia d'anar a Nàpols a buscar a la futura princesa d'Astúries, però les noces amb el príncep Ferran es va ajornar i l'esquadra va entrar a Alger en visita de mires diplomàtiques. El Bahama, amb la fragata Savina, es va destacar per desembarcar una comissió relacionada amb el mateix assumpte. L'esquadra va passar seguidament a Cartagena i allí el Bahama va ser incorporat a l'esquadra del marquès del Socorro destinada a anar a Nàpols a buscar a la princesa María Antonia de Borbó, promesa del Príncep d'Astúries, que posteriorment governaria com Ferran VII.
Amb motiu de les noces dels Prínceps es van concedir moltes mercès i va ascendir Galiano a brigadier, no quedant content per considerar que no ho havia de rebre com a mercè entre les conferides a molts, allò que en justícia li corresponia.
Va manifestar el seu disgust a Manuel Godoy i poc després se li va comunicar que S. M. concedia al seu fill la gràcia d'alferes de fragata, amb el privilegi que anés educat precisament a les ordres del seu propi pare; però Galiano, que tenia altres plans pel que fa al seu fill, no va acceptar aquesta gràcia altament honrosa.
Estant a Nàpols, on van portar als prínceps d'aquell regne, Galiano va transbordar a la fragata Soledad, amb ordre de dirigir-se als mars de Grècia i Turquia i aixecar les cartes del Mediterrani Oriental, dels paratges del qual no hi havia llavors a Europa més que una mala carta britànica amb errors cabdals, fins en les latituds de les illes i esculls que les formen. Entre ells va navegar en el mes de desembre sense haver tingut una avaria; va marcar i va situar astronòmicament totes aquelles illes i illots i va continuar el seu camí fins a Buyukderé i embocadura del mar Negre.
Durant aquesta memorable campanya va merèixer el respecte i consideració, així de les autoritats turques dels països que va recórrer, com dels representants i comandants estrangers amb els qui es va trobar, tant a Constantinoble com a Atenes, que també va visitar, i en tots els ports del Mediterrani oriental on va estar. Després de visitar el golf de Lepant, va emprendre la tornada costejant l'Àsia Menor i les costes d'Àfrica del Nord, situant illes i altres accidents hidrogràfics. Va acabar els seus treballs en el cap de Bon, entrant a Tunísia per comprovar la marxa dels cronòmetres. De retorn a Espanya, va formar la carta d'aquells paratges amb summe mestratge, viatjant a aquest efecte a Madrid anomenat per real ordre.
Una altra real ordre el bandejava de la cort amb destinació a Cadis, on va rematar els seus treballs, sense que se li haguessin donat les gràcies. El 16 de setembre de 1805 estava a Cadis ocupat a escriure la relació del viatge, que no havia pogut acabar a la capital.

### Trafalgar
Com que des del 12 de desembre de 1804 existia estat de guerra amb el Regne Unit, per l'agressió injustificada duta a terme contra quatre fragates espanyoles a l'altura del cap de Santa María, s'havia conferit a Galiano el comandament del navili Santa Ana, de 112 canons, del que després va ser rellevat, per ocupar-se completament «a l'acompliment dels treballs relatius a la seva expedició en què havia estat empleat en el Mediterrani, acabant per fi la "Relació"».
Quan van començar els armaments en el departament de Cadis amb tota intensitat, Galiano es va dirigir al Príncep de la Pau, pregant-li li conferís una destinació que pogués servir a la seva Pàtria amb les armes. Se li va donar el comandament del navili Gloriós, que va permutar pel Sant Leandro, i a la fi de maig va prendre de nou el comandament del Bahama. L'esquadra combinada va entrar a Cadis després de l'expedició contra Martinica, i les forces del general Álava que estaven de reserva van quedar a les ordres de Federico Gravina.
La feble esquadra bloquejadora de Cuthbert Collingwood es va anar reforçant més i més. Galiano es va oferir de nou per forçar el bloqueig i anar a Amèrica a la recerca de cabals.
Ordenada per Napoleó a Villeneuve la sortida de l'esquadra, es va convocar a bord del vaixell almirall un consell de guerra al que van assistir Churruca i Galiano com a únics brigadieres, el segon en qualitat de comandant del Cos de Pilots.
Al refutar l'opinió general dels espanyols, exposada pel major general Escaño, de ser contraris a la sortida sense esperar un debilitament dels britànics, el contraalmirante Magón es va expressar de manera ben inconvenient. Galiano, de caràcter vehement, li va replicar amb mals modes, arribant al punt de témer-se un duel entre tots dos.
Galiano havia acompanyat a la seva família dos dies abans a Chiclana, amb el pensament de tornar aviat, ja que era cosa decidida que l'esquadra no sortiria. No obstant això, d'improvís, en la matinada del 19 d'octubre va sortir el Bahama formant part d'una divisió avançada manada per Magón.
Ja fora tota l'esquadra, el Bahama formava part de la segona divisió de l'esquadra d'observació manada per Gravina. El matí del 21 va quedar en la línia a rereguarda, entre el Plutó i el Aigle, tots dos francesos.
Galiano pressentia el dur cop que anava a rebre Espanya en la seva Armada i estava resolt a perir amb honor. Dirigint-se al guarda-marina Butrón, el seu parent, i assenyalant-li la bandera, li va dir: «Cuida de no arriar-la encara que t'ho manin, perquè cap Galiano es rendeix i cap Butrón ha de fer-ho».
El Bahama es va batre heroicament amb dos navilis enemics i en algun moment amb tres. En l'enèrgica defensa que Galiano va realitzar del seu vaixell, va rebre primer una contusió en la cama a conseqüència d'un tret que li va doblegar el sabre. Després una estella a la cara que li va fer perdre molta sang, negant-se a deixar el seu lloc. Una altra bala li va arrabassar les ulleres de distància de les mans i, finalment, un projectil de canó de mig calibre li va destrossar el cap llevant-li la vida.
Desarborat el vaixell i tot cobert de cadàvers, el tinent de navili en qui va recaure el comandament, jutjant tota resistència inútil i trobant-se ja el navili mancat de tot poder combatiu, va ordenar arriar la bandera, cosa que no va haver de fer el guadia-marina Butrón, que ja havia estat ferit greument. El furiós temporal que va seguir al combat va llançar al Bahama contra la costa.
Va rebre sepultura en la mar i el seu record és perpetuat en el Panteó de Marins Il·lustres amb una làpida, col·locada en la tercera capella de l'oest, que diu el següent: "A la memoria
del Brigadier de la Armada
Don Dionisio Alcalá Galiano,
muerto gloriosamente sobre el navío de su mando
el Bahama en el combate de Trafalgar
el 21 de octubre de 1805".